# Signaphora ruficornis
Signaphora ruficornis är en fjärilsart som beskrevs av Edwards 1881. Signaphora ruficornis ingår i släktet Signaphora och familjen glasvingar. Inga underarter finns listade i Catalogue of Life.